# José de Araújo Viana
José de Araújo Viana (|lugar de nacimiento=Porto Alegre, 14 de febrero de 1872 - Río de Janeiro,2 de noviembre de 1916) fue un pianista, maestro y compositor brasileño. 
Estudió piano con profesores de Río Grande del Sur, donde fue uno de los fundadores de la desaparecida Orquesta Filarmónica de Portoalegrense (1887). Posteriormente se trasladó a Milán con sólo 22 años para continuar sus estudios de armonía y composición en el Real Conservatorio de Milán. Pianista de talento, prefirió la carrera de profesor y acompañante a la de concertista.
De vuelta a Brasil, compuso varias obras para piano, violín y violonchelo, entre ellas el Allegro appassionato para violín. A los 28 años escribió su primera ópera, Carmela, representada en el Teatro São Pedro en octubre de 1902, y luego en Río de Janeiro. Más tarde escribió Rei Galaor.
Es patrono de la silla 34 de la Academia Brasileña de Música. En su honor existe el Auditorio Araújo Viana en Porto Alegre.